# Mark Steedman
Mark Jerome Steedman (18 settembre 1946) è un linguista britannico.

## Biografia
Steedman si è laureato presso l'Università del Sussex nel 1968 in psicologia sperimentale, e ha conseguito un Ph.D. in Intelligenza Artificiale presso l'Università di Edimburgo nel 1973 (con la tesi The Formal Description of Musical Perception, conseguito nel 1972. Relatore: Prof. H.C. Longuet-Higgins FRS).
Ha ricoperto incarichi come docente di psicologia all'Università di Warwick (1977–83); docente e poi reader in linguistica computazionale all'Università di Edimburgo (1983–88); professore associato e poi ordinario in Scienze Informatiche e dell'Informazione all'Università della Pennsylvania (1988–98). Ha inoltre svolto incarichi di visiting professor presso l'Università del Texas ad Austin, il Max Planck Institute for Psycholinguistics a Nimega e l'Università della Pennsylvania.
Dal 1998, Steedman insegna scienze cognitive presso l'Università di Edimburgo. I suoi ambiti di ricerca includono la linguistica computazionale, l'intelligenza artificiale e la scienza cognitiva, con particolare attenzione alla generazione di intonazione significativa per la comunicazione artificiale, conversazione animata, uso comunicativo dei gesti, tempo e aspetto verbale, e la Combinatory Categorial Grammar (CCG). Si occupa inoltre dell'analisi musicale computazionale e alla logica combinatoria.

## Riconoscimenti
- Membro dell'Academia Europæa, 2006
- Fellow della British Academy, 2002
- Fellow della Royal Society of Edinburgh, 2002
- Fellow dell'AAAI, 1993
- Presidente eletto per il 2008 dell'Association for Computational Linguistics (ACL)
- Fellow dell'Association for Computational Linguistics, 2012[2]

## Opere
- Mark Steedman, Surface structure and interpretation, Linguistic Inquiry Monograph, vol. 30, Cambridge, MA, MIT Press, 1996,  p. 123, ISBN 9780262193795.
- Mark Steedman, The Syntactic Process, Language, Speech, and Communication, Cambridge, MA, MIT Press, 2000,  p. 344, ISBN 9780262692687.
- Mark Steedman, Information Structure and the Syntax-Phonology Interface, in Linguistic Inquiry, vol. 31, n. 4, Autunno 2000,  pp. 649–689, DOI:10.1162/002438900554505, ISSN 0024-3892 (WC · ACNP).